# Інвестиційна привабливість
Інвестиційна привабливість країни — це сукупність політичних, соціальних, інституціональних, екологічних, макро- і мікроекономічних умов функціонування національної економіки, що забезпечують стабільність інвестиційної діяльності вітчизняних і зарубіжних інвесторів.
Інвестиційна привабливість держави визначається індексом інвестиційної привабливості. Окреме підприємство є кінцевою точкою розміщення інвестиційних ресурсів. Привабливість певного проекту визначається привабливістю регіону, галузі, країни в цілому.
Характеристики підприємства при оцінці інвестиційної привабливості:
- прозорість діяльності та позитивний імідж;
- фінансова стійкість та платоспроможність;
- конкурентоспроможність, стійке положення на займаних ринках збуту, можливість освоєння нових ринків;
- рівень інноваційної активності;
- виробничий потенціал підприємства, можливості по збільшенню випуску продукції, освоєння нових видів продукції, диверсифікація виробництва;
- висококваліфікований персонал, в тому числі професійна менеджерська команда.

Згідно з Індексом інвестиційної привабливості (International Business Compass), що його розраховує міжнародна консалтингова мережа BDO, Україна в 2015 році покращила свій показник на 20 позицій і посіла 89 місце зі 174 країн.